# Leelanau County
Leelanau County is een county in de Amerikaanse staat Michigan.
De county heeft een landoppervlakte van 903 km² en telt 21.119 inwoners (volkstelling 2000). De hoofdplaats is Leland.